# Eulima angulosa
Espèce
Eulima angulosa est une espèce d'escargot de mer, un mollusque gastéropode marin de la famille des Eulimidae. L'espèce fait partie du genre Eulima .

## Description
La coquille peut atteindre  11 mm de longueur.

## Distribution
Cette espèce marine est présente au large du Sénégal, Gambie, Guinée-Bissau et du Gabon.